# Pascal Thémanlys
Pascal Thémanlys, de son vrai nom Pascal Moyse, né à Paris le 27 septembre 1909 et mort à Jérusalem le 25 juin 2000, est un écrivain et kabbaliste français, puis israélien, auteur d'ouvrages sur la Kabbale et sur la « philosophie cosmique » de l'occultiste Max Théon.
Ses parents, Louis et Claire Thémanlys, sont les représentants en France du « Mouvement cosmique » de Max Théon. Pascal Thémanlys hérite de sa famille un goût tant pour la littérature que pour la tradition juive, hassidique et kabbalistique. À l'âge de 15 ans, il publie un recueil de poèmes, Le Monocle d'émeraude, et fait paraître en 1934 l'un des premiers livres en français sur Baal Shem Tov, Les Merveilles du Becht.
Pendant la Seconde Guerre mondiale, il fait partie de la résistance et se réfugie à Pau. En 1953, il émigre en Israël où il dirige la section française du département de l'information de l'Agence juive et fonde les Amitiés Israël-France. Parallèlement, il milite en faveur d'un sionisme spirituel et réunit autour de lui à Jérusalem un cercle d'études consacré à la Kabbale dans la tradition d'Isaac Louria et à la philosophie cosmique de Max Théon.

## Œuvres
- Le Monocle d’émeraude, préface d'Hélène Vacaresco, Delpeuch, Paris 1924. Poèmes.
- Le Souffleur, orné de vingt dessins par Georges Bouche, Marcelle Lesage, Paris, 1927.
- Figures passionnées, Delpeuch, Paris, 1930. Contient : La Reine aux grands travaux ; Le Même ; La Femme et la fée ; La Première prostituée.
- Les Merveilles du Becht, Lipschutz, Paris, 1934. Réédition : Yerid Hasfarim, Jérusalem, 2000.
- Grands d'Israël : des Pharisiens à nos jours, Paris, 1938
- Cocktail de fruits, Beresniak, Paris, 1938.
- Détresse et résistance juives, Grenoble, 1944.
- Influences, Pro Libro, Paris, 1949.
- Max Théon et la philosophie cosmique, Bibliothèque cosmique, 1955. Texte en ligne :
- Un itinéraire de Paris à Jérusalem, Ahva, Jerusalem, 1963.
- (he) Shaar Lesodoth Hahitbonenouth. Argaman, Jerusalem, 1981.
- (en) In Way of Meditation in the Light of the Kabbala. Argaman, Jerusalem, 1981.
- (he)Likrat Haboker Hagadol?.Argaman, Jerusalem, 1982.
- (he) Si ‘hou Bekhoi Niflotav (conversations avec Danièle Storper), Argaman, Jerusalem 1987.
- (he) Or ‘Hadash al Tsion. Argaman, Jérusalem, 1987.
- (en) Visions of the Eternal Present (choix de textes de Max Théon, en anglais) Argaman, Jerusalem, 1991.
- À l’approche du grand matin, Argaman, Jérusalem, 1996.